# Réacteur S1G

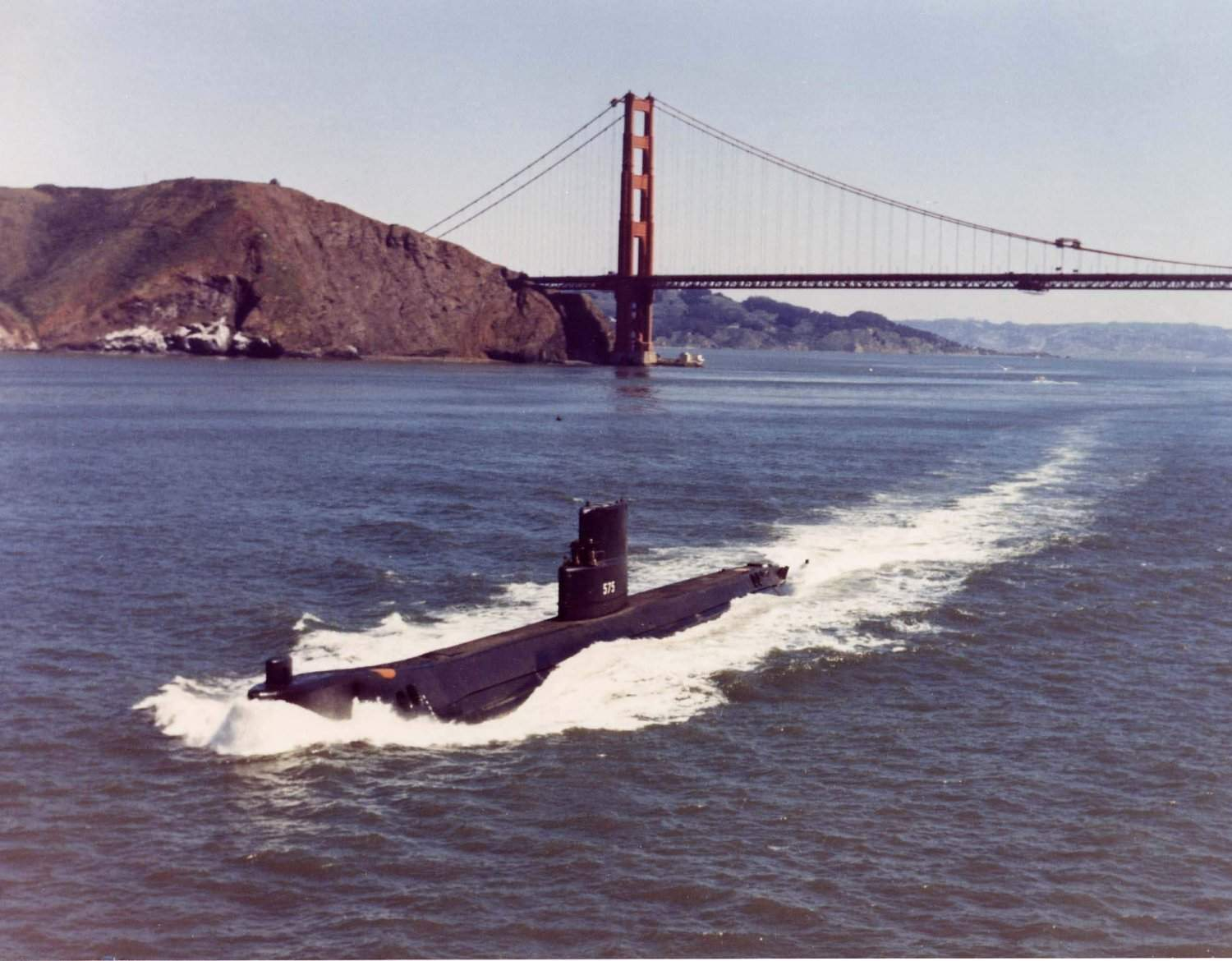
Le Seawolf dans la baie de San Francisco en août 1977.

Le S1G Reactor est un type de réacteur nucléaire naval conçu par General Electric pour être utilisé comme prototype à terre. Il s'agit d'un prototype qui permettra la mise au point du réacteur S2G embarqué sur l'USS Seawolf (SSN-575).
L’acronyme S1G signifie :
- S = sous-marin (Submarine)
- 1 = numéro de la génération pour le fabricant
- G = General Electric pour le nom du fabricant

Il est initialement appelé SIR (Submarine Intermediate Reactor),.
Il s'agit d'un réacteur à neutrons rapides à caloporteur sodium (RNR-Na) qui utilise donc le sodium (Na) comme caloporteur. Le combustible nucléaire consiste en du dioxyde d'uranium (UO2) tandis que le rôle du modérateur et du réflecteur de neutrons est assuré par du béryllium (Be).
Un tel réacteur voit la température du combustible atteindre 927 °C ± 149 °C et une température de gaine de 482°C pour un cycle d'un total de 900 heures.
Bien que les performances d'un tel réacteur soient bien meilleures que celles des autres modèles de l'époque, les mesures de protection nécessaires sont également plus importantes, d'autant plus que la réaction entre le sodium, l'eau et le combustible est problématique.
Les coûts de production du béryllium, dont la résistance face à la corrosion est correcte et dont la conductivité thermique est élevée, sont néanmoins importants et sa conception dangereuse du fait de la toxicité de cet élément.
L'USS Seawolf, équipé d'un réacteur S2G similaire au S1G, voit finalement son système de propulsion remplacé par un réacteur S2Wa, un réacteur à eau pressurisée plus « conventionnel ».